# Wieki ciemne (starożytność)
Wieki ciemne – okres w historii starożytnej Grecji, trwający od upadku kultury mykeńskiej (XII/XI wiek p.n.e.) do początku epoki archaicznej (IX/VIII wiek p.n.e.), podczas którego zaszły w świecie greckim zasadnicze zmiany, które zadecydowały o kształcie klasycznej cywilizacji greckiej. Określenie ciemne wiąże się z bardzo skromnym (w porównaniu z wcześniejszym i późniejszym okresem) zasobem źródeł archeologicznych (znajdowane zabytki pochodzą głównie z grobów) i całkowitym brakiem źródeł pisanych (zanikło mykeńskie pismo linearne B, a nie powstało jeszcze nowe), a także występującym w tym okresie wyludnieniem, zubożeniem kultury materialnej i zanikiem kontaktów ze światem zewnętrznym. Po gwałtownym upadku cywilizacji mykeńskiej wiele jej ośrodków zostało opuszczonych. Wydaje się, że niektóre regiony jak np. Lakonia, Messenia czy część wysp zostały niemalże całkowicie wyludnione. Sytuacja zaczęła się powoli poprawiać dopiero w ciągu X i IX wieku p.n.e.

## Periodyzacja
Na podstawie sposobu zdobienia wyrobów ceramicznych, wieki ciemne podzielono na 3 okresy:
- submykeński (trwającą do połowy XI wieku p.n.e.)
- protogeometryczny (do połowy X wieku p.n.e.)
- geometryczny (do połowy VIII wieku p.n.e.)

Wielu badaczy wyodrębnia jeszcze następujący po geometrycznym okres orientalizujący trwający do schyłku VII wieku p.n.e., datując okres archaiczny dopiero od jego zakończenia.
Niestety, powyższy podział ma sens właściwie tylko w przypadku Aten, stosowanie go dla innych obszarów słabo oddaje przebieg procesu dziejowego.

## Migracje, najazdy, dialekty
| Zachodnia grupa: Dorycki właściwy Dorycki północno-zachodni | Środkowa grupa: Eolski Arkado-cypryjski | Wschodnia grupa: Attycki Joński |
| Achajski dorycki                                            |                                         |                                 |

Mapa występowania dialektów języka greckiego w okresie klasycznym (północne wybrzeże Morza Egejskiego zostało zasiedlone w wyniku Wielkiej kolonizacji).

Okres upadku cywilizacji mykeńskiej to w Grecji czas przemieszczania się dużych grup ludności – migracji i najazdów, a także zasadniczych zmian na mapie dialektów języka greckiego. Ok. 1200 roku p.n.e. miała miejsce pierwsza fala migracji ludności mykeńskiej, która dotarła na Kretę, Rodos, Cypr oraz na południowe wybrzeża Azji Mniejszej (Cylicja, Pamfilia). Tereny, które opuszczali ogarnięte były zamętem, część z nich została prawie całkowicie wyludniona (Lakonia, Messenia). Sytuację tę wykorzystały ludy z północno-zachodniego pogranicza świata mykeńskiego, które wkroczyły do Grecji. Proces ten znany był jako tzw. inwazja Dorów, obecnie uważa się jednak, że nie był to jednorazowy najazd, lecz stopniowe przenikanie nowej ludności na tereny Grecji trwające cały XII wiek, jeśli nie dłużej. Ok. 1125 p.n.e. Dorowie zajęli Argolidę, także opustoszałą Messenię i Lakonię, później (prawdopodobnie w XI wieku p.n.e.) pojawili się na Krecie, a następnie (ok. X wiek p.n.e.) na Rodos, Kos oraz na wybrzeżu małoazjatyckim leżącym w bezpośredniej bliskości tych wysp (historyczna Doryda). Inne ludy północno-zachodnie pojawiły się w Elidzie i Achai, w Grecji Środkowej (pomijając Attykę i Eubeę), oraz w Tesalii. Najazdy te wzmogły migrację ludności mykeńskiej z Peloponezu i Grecji Środkowej przez wyspy Morza Egejskiego ku przeciwległym wybrzeżom Azji Mniejszej i znajdującym się w ich pobliżu wyspom (co przyczyniło się do hellenizacji tych obszarów).
Wydarzenia te zasadniczo zmieniły mapę dialektów świata greckiego. W czasach mykeńskich na Peloponezie, Eubei, w Attyce dominował dialekt achajski, zidentyfikowany na podstawie badań tabliczek zapisanych pismem linearnym B, w Grecji Środkowej (m.in. Beocji) i Tesalii używano jego odmiany – dialektu protoeolskiego, który później dał początek eolskiemu. Natomiast ludy mieszkające na północny zachód od centrów mykeńskich, w rejonie gór Pindos, używały dialektu będącego protoplastą znanych z późniejszych okresów doryckiego i dialektów północno-zachodnich. W wyniku przemian związanych z upadkiem świata mykeńskiego dialekt achajski przetrwał jedynie w niedostępnej Arkadii, położonej w centrum Peloponezu, oraz na Cyprze i w Pamfilii (dialekt arkado-cypryjski). W rejony te nie dotarła napływowa ludność z północnego zachodu. Z kolei w Jonii (środkowa część zachodniego wybrzeża małoazjatyckiego) na wyspach Chios i Samos, gdzie dotarły późniejsze fale mykeńskiej migracji z Peoloponezu, mówiono jońskim, używanym też na Eubei i Cykladach – dialektem wywodzącym się z achajskiego. Bardzo podobny do jońskiego był dialekt attycki, używany w Attyce. Nowa mapa dialektów wskazuje, że migracja ludności achajskiej musiała objąć duży procent całości, skoro stosunkowo niewielka grupa doryckich najeźdźców zdołała narzucić swoją mowę obszarom, które zajęła. Inna sytuacja miała miejsce w Grecji Środkowej – tamtejsze dialekty północno-zachodnie zawierają elementy eolskie (słabsze w Akarnanii i Etolii, silniejsze w Lokrydzie i Fokidzie), co świadczy o tym, że pozostało tam więcej pierwotnej ludności z czasów mykeńskich niż np. na Peloponezie. W Beocji elementy eolskie były tak silne, że tamtejszy dialekt zalicza się nie do północno-zachodnich, ale do eolskiego. Dialekt eolski używany był także w Tesalii, gdzie niewielka grupa najeźdźców stała się wąską grupą arystokratyczną, oraz w krainie zwanej Eolią (obejmującą północną część zachodniego wybrzeża Azji Mniejszej oraz wyspę Lesbos) zasiedlonej przez migrantów z Grecji Środkowej.

## Ważniejsze wydarzenia i procesy

### Rola Attyki
Wiodącym ośrodkiem okresu była Attyka (dobrze rozwinięta już w okresie mykeńskim), która według tradycji mówiącej o inwazji Dorów (teorii raczej dzisiaj odrzucanej w całości lub części) udzieliła schronienia ludności uciekającej przed najeźdźcami. Dowody archeologiczne pokazują, że obszar ten nie został dotknięty poważnymi zniszczeniami i zachowana  została ciągłość osadnicza. To tutaj w XI wieku p.n.e. wykształcił się nowy styl w ceramice – protogeometryczny. Tradycja grecka mówi także, że to Ateny odegrały wtedy główną rolę w zasiedlaniu zachodnich wybrzeży Azji Mniejszej. O ile samo wydarzenie jest faktem (kolonizacja tego rejonu rozpoczęła się w końcu XI wieku p.n.e.), to poza Atenami uczestniczyła w nim także ludność innych obszarów. Proces ten doprowadził do powstania nowych ośrodków, które wkrótce szybko się rozwinęły, sprawił też, że Morze Egejskie stało się właściwie greckim akwenem.

### Sieć osadnicza
Budownictwo było w okresie wieków ciemnych prymitywne, a sieć osadnicza na większości obszaru Grecji rzadka i rozproszona. Za wyjątki od tej reguły można uznać Eubeę, Attykę (gdzie większość ludności była skoncentrowana w Atenach), Argolidę (Argos), Beocję, Kretę i być może Jonię. Badania w Atenach i Argos pokazały, że były to osady o rozproszonej zabudowie, bez monumentalnej architektury. Ateny miały wtedy od kilku do kilkunastu tysięcy mieszkańców. Z czasem rosło zróżnicowanie zamożności mieszkańców osad, co znajduje odbicie w wyposażeniu badanych grobów.

### Kontakty ze światem zewnętrznym
Wieki ciemne przyniosły drastyczne ograniczenie kontaktów ze światem zewnętrznym, w znaleziskach archeologicznych dominują produkty miejscowe. Jednak odkrycia archeologiczne wskazują, że niektóre miejsca utrzymywały kontakty ze Wschodem – w Lefkandi na Eubei odkryto bogato wyposażone groby datowane na X i XI wiek p.n.e., w których znaleziono produkty z Fenicji, Egiptu i Cypru. Ceramika eubejska z X wieku p.n.e. została odkryta w fenickim Tyrze, a od ok. 900 p.n.e. ceramika ze Wschodu pojawia się w grobach w Attyce, Argolidzie i w greckich miastach Azji Mniejszej. Z ok. 800 roku mamy wyraźne świadectwa obecności Greków na Wschodzie (faktoria grecka w Al-Mina w Syrii) i na Zachodzie (Italia).

### Alfabet
Pierwszy napis w alfabecie greckim odkryto na naczyniu znalezionym w Italii i datowanym na około 800 p.n.e. Jego odkrycie poza Grecją wskazuje, że w niej samej alfabet musiał powstać wcześniej, już w wiekach ciemnych. Alfabet grecki został zapożyczony od Fenicjan – litery, odpowiadające im dźwięki oraz ich nazwy są bardzo podobne. Grecy wprowadzili jednak modyfikacje – fenickim znakom oznaczających dźwięki nie występujące w języku greckim przypisali samogłoski (Fenicjanie zapisywali jedynie spółgłoski), tworząc w ten sposób pierwsze pismo, w którym reprezentowane były wszystkie głoski. Wzajemne podobieństwo różnych wariantów alfabetu greckiego sugeruje, że adaptacja fenickiego pisma była jednorazowym wynalazkiem, przyjętym później przez wszystkich Greków. Co do miejsca, gdzie powstał alfabet grecki, wskazuje się Kretę, Eubeę lub Rodos. Sami Grecy wskazywali Teby, miasto według ich legend założone przez Fenicjanina Kadmosa.

### Żelazo
W XII wieku p.n.e., kiedy jeszcze do końca nie zanikły kontakty ze światem zewnętrznym, mieszkańcy Grecji przejęli z Cypru umiejętność obróbki żelaza, jednak adaptacja nowego materiału do produkcji narzędzi i broni postępowała powoli – upowszechnił się dopiero w okresie VIII-VII wieku p.n.e.